# Айдахо (линеен кораб, 1917)
Айдахо (на английски: USS Idaho (BB-42)) е линеен кораб на САЩ от типа „Ню Мексико“. Това е четвъртият кораб във ВМС на САЩ наречен в чест на 43-тия щат. Килът на кораба е заложен в корабостроителницата New York Shipbuilding Corporation в Камдън (Ню Джърси). Спуснат е на вода на 30 юни 1917 г., кръстница на кораба става внучката на губернатора на щата Айдахо Моисей Александър – мис Хенриета Емилия Симънс. Линкорът влиза в строй на 24 март 1919 г., първи командир на кораба става кептън (капитан 1 ранг) Карл Теодор Воджелджесенг.

## Междувоенен период
„Айдахо“ пристига на 13 април 1919 г. в залива Гуантанамо за бойно обучение, след завръщането си в Ню Йорк, на 6 юли отплава за Рио де Жанейро с президента на Бразилия Epitácio Pessoa на борда. Линкорът пристига в Рио де Жанейро на 17 юли. Оттам се насочва, през Панамския канал, за Монтерей, Калифорния. През септември се присъединява към Тихоокеанския Флот за съвместни учебни маневри с други линкори. През 1920 г. линкорът с министъра на ВМС Джозеф Дениелсън и министъра на вътрешните работи Джон Б. Пейнаборт на борда извършва инспекционен тур по Аляска.
Със завръщането от Аляска, на 22 юли 1920 г., „Айдахо“ се включва в маневри при Калифорнийското крайбрежие.
До 1925 г. линкорът участва в многобройни учения. През този период участва в многобройни церемонии по Западното крайбрежие на САЩ. По време на модернизация, през 1922 г., от кораба са демонтирани две 130 мм оръдия. През 1923 г. в Сиатъл „Айдахо“ участва в морски преглед, провеждан пред президента Уорън Хардинг, малко преди неговата смърт. На 15 април 1925 г. корабът пристига на Хаваите, където до 1 юли участва във военни игри, с след това извършва поход към Самоа, Австралия и Нова Зеландия. „Айдахо“ взема на борда си Джон Роджърс и екипажът на неговия хидроплан след което се насочва за Сан Франциско, щата Калифорния, където пристига на 24 септември.
В течение на следващите шест години „Айдахо“ се базира в Сан Педро, Калифорния, провеждайки маневри и бойна подготовка във водите на Калифорния и в Карибско море. На 7 септември 1931 г. линкорът се насочва от Сан Педро към Източното крайбрежие на САЩ, на 30 септември пристига в Норфолкската военна корабостроителница за модернизация. 76-милиметровите зенитни оръдия на стария линкор са заменени с осем 130-мм. По време на обширната модернизация е подобрена броневата и противолодъчната защита, заменено е оборудването на мачтите и в кулите. Полезният срок на служба на линкора във военноморския флот е продължен с няколко години.
След завършването на работите, на 9 октомври 1934 г., са проведени изпитания в Карибско море. На 17 април 1935 г. линкорът се завръща в домашното пристанище, Сан Педро.
С увеличаването на военното напрежение в Тихия океан, флотът увеличава темпа на своята учебна и бойна подготовка. „Айдахо“ регулярно изпълнява маневри и артилерийски стрелби. На 1 юли 1940 г. линкорът пристига в Пърл Харбър. Линкорът е изпратен в Хемпън на 6 юни 1941 г., за патрулиране в Атлантика. През септември 1941 г. „Айдахо“ извършва поход към Исландия, за защита на американските бази. На 7 декември японците извършват нападение над американския флот в Пърл Харбър и САЩ влизат във войната.

### Втора световна война
Два дни след нападението над Пърл Харбър, „Айдахо“, заедно с еднотипния кораб „Мисисипи“, потегля от Исландия, за да се присъедини към Тихоокеанския Флот на САЩ. Преминава през Панамския канал и на 31 януари 1942 г. пристига в Сан Франциско. „Айдахо“ провежда бойна подготовка в Калифорнийски води и преминава в Пърл Харбър. Там линкорът участва в бойно патрулиране до октомври 1942 г., след което преминава във военната корабостроителница Пюджет Саунд, за модернизация на въоръженията. Оригиналната батарея 127 мм оръдия е демонтирана, за да се освободи място за зенитни картечници. След завършването на работите, „Айдахо“ отново влиза във войната. На 7 април 1943 г. осъществява поддръжка на американските войски в операцията на Алеутските острови. Там той става флагман на съединението кораби действащи около Ату. На 11 май линкорът оказва поддръжка с оръдеен огън на армейските части на Съединените щати. От 15 август до 24 август 1943 г. линкорът участва в мащабната операция на ВМС на САЩ за освобождаването на остров Киска без да е известно, че японският гарнизон е евакуиран още преди две седмици. От 15 август линкорът води интензивен огън от оръдията на ГК по крайбрежието. Японците евакуират своите гарнизони от острова в края на юли, изоставяйки последната си опорна точка на Алеутските острови.